# BET Awards 2002
Die BET Awards 2002 waren die zweiten von Black Entertainment Television (BET) vergebenen BET Awards, die an  Künstler in den Bereichen Musik, Schauspiel, Film und anderen Unterhaltungsgebieten vergeben wurden.
Die Verleihung fand am 25. Juni 2002 im Kodak Theatre, Los Angeles, Kalifornien statt. Die beiden Stand-up-Comedians Steve Harvey und Cedric the Entertainer führten wie bereits bei der ersten Veranstaltung 2001 durch den Abend.
Den Preis für das Lebenswerk erhielt die Band Earth, Wind and Fire. Erstmals vergeben wurde der Humanitarian Award, der an Muhammad Ali vergeben wurde.

## Liveauftritte
- Yolanda Adams – I'm Gonna Be Ready und Since the Last Time I Saw You
- Usher – U Don't Have to Call
- Nelly – Hot in Herre
- Mary J. Blige and Ja Rule – Rainy Dayz
- Ludacris – Saturday (Oooh! Ooooh!) und Move Bitch
- Ja Rule and Charli Baltimore – Down Ass Bitch
- Chaka Khan – Fantasy
- Lil' Bow Wow – Take Ya Home
- B2K – Uh Huh
- Ashanti – Foolish/Happy
- Earth, Wind and Fire – In the Stone/Reasons/Let’s Groove (feat. Maurice White)[1]

## Gewinner und Nominierte
Die Gewinner sind fett markiert und vorangestellt.
| Video of the Year | Viewers’ Choice |
| --- | --- |
| - Busta Rhymes feat. P. Diddy and Pharrell – Pass the Courvoisier, Part II - Aaliyah – Rock the Boat - Missy Elliott feat. Ludacris and Trina – One Minute Man - P. Diddy feat. Black Rob and Mark Curry – Bad Boy for Life - Usher – U Got It Bad                               | - B2K – Uh Huh - Aaliyah – Rock the Boat - Ja Rule feat. Ashanti – Always on Time - Lil’ Bow Wow – Take Ya Home - Alicia Keys – Fallin’                                                  |
| Best Female Hip Hop Artist | Best Male Hip Hop Artist |
| - Missy Elliott - Foxy Brown - Angie Martinez - Mystic - Trina | - Ja Rule - Busta Rhymes - Jay Z - Ludacris - Nas |
| Best Female R&B Artist | Best Male R&B Artist |
| - India.Arie - Aaliyah - Mary J. Blige - Faith Evans - Alicia Keys | - Usher - Craig David - Jaheim - Maxwell - Musiq |
| Best Group | |
| - Outkast - 112 - B2K - Destiny’s Child - Jagged Edge | |
| Best New Artist | Best Gospel Artist |
| - Alicia Keys - Ashanti - B2K - Craig David - Tweet | - Yolanda Adams - Kurt Carr - Kirk Franklin - Fred Hammond - CeCe Winans |
| Best Actress | Best Actor |
| - Halle Berry – Monster’s Ball and Passwort: Swordfish - Aaliyah – Königin der Verdammten - Angela Bassett – The Score - Vivica A. Fox – Kingdom Come – Die lieben Verstorbenen and Two Can Play That Game - Jada Pinkett Smith – Ali and Kingdom Come – Die lieben Verstorbenen | - Will Smith – Ali - Morgan Freeman – Im Netz der Spinne - Eddie Murphy – Dr. Dolittle 2, Showtime and Shrek - Chris Tucker – Rush Hour 2 - Denzel Washington – Training Day and John Q. |
| Sportswoman of the Year | Sportsman of the Year |
| - Laila Ali - Vonetta Flowers - Lisa Leslie - Serena Williams - Venus Williams | - Kobe Bryant - Allen Iverson - Derek Jeter - Michael Jordan - Tiger Woods |
| Lifetime Achievement Award | Humanitarian Award |
| - Earth, Wind & Fire | - Muhammad Ali |